# حمام بیدسگان
حمام بیدسگان ، حمامی است مربوط به دوره قاجار که که در روستای بیدسگان از توابع دهستان برون بخش مرکزی شهرستان فردوس واقع شده‌است. این اثر در تاریخ ۲۷ آبان ۱۳۸۵ با شمارهٔ ثبت ۱۶۴۷۹ به‌عنوان یکی از آثار ملی ایران به ثبت رسیده است.